# Rocky Sharpe & the Replays
Rocky Sharpe & the Replays was een Britse doowop/rock-'n-roll revival-band uit Brighton. Een eerdere personificatie van de band, Rocky Sharpe & the Razors, bevatte de leden Den Hegart, Rita en Nigel Trubridge, die later The Darts formeerden.

## Bezetting
- Rocky Sharpe[5] (Robert Podsiadly)
- Helen Highwater[6] (Helen Blizard)
- Johnny Stud[7] (Jan Podsiadly)
- Eric Rondo[8] (Mike Vernon)

## Geschiedenis
In 1978 genoot de groep zijn eerste commerciële succes met Rama Lama Ding Dong, een coverversie van de oorspronkelijke hit van The Edsels, die nummer 17 bereikte in de Britse singlehitlijst. Meer succes in de hitparade volgde snel met de single Imagination, die in 1979 nummer 39 bereikte. Hierna was succes moeilijker te vinden en Sharpe vond meer succes in toeren dan in de hitlijsten.
In 1982 had Sharpe de grote hit Shout! Shout! (Knock Yourself Out), een coverversie van Ernie Maresca uit 1962, die de Top 20 bereikte in de Britse singlehitlijst. Het lied werd zijn enige publicatie in de Australische hitlijst met een piek op nummer 39. Hoewel hij nooit meer zo'n grote hit had, behield Sharpe een aanhang, vooral in West-Europa, en zijn muziek bleef overal verkrijgbaar. De laatste hit van de groep was If You Wanna Be Happy, die zich in 1983 plaatste in de Britse hitlijst op positie 46.
Na een paar wisselingen in de bezetting in 1982-1984, viel de groep begin 1985 definitief uit elkaar. Sharpe begon een nieuwe carrière als acteur, maar hij werd gedwongen met pensioen te gaan in het begin van de jaren 1990, nadat hij de diagnose multiple sclerose had gekregen. Hij woonde met zijn vrouw Paulina in het ouderlijk huis in Brighton tot eind 2013, toen hij een voltijdse bewoner werd van het Queen Alexandra Hospital Home (QAHH) in Worthing.
Rocky Sharpe and the Replays was altijd bijzonder populair geweest in Spanje en in 2013 organiseerde de Spaanse vocale groep de Velvet Candles, wiens muziek al lang door de groep was geïnspireerd, een benefiet-/eerbetoonconcert voor hem in Barcelona nadat hij had gehoord over Sharpe's medische gesteldheid. Als extra attractie vloog Sharpe's broer Jan Podsiadły naar Spanje en, zijn voormalige Replays-persona als Johnny Stud opnieuw aannemend, voegde hij zich bij hen als speciale gast op het podium. De band speelde een aantal nummers die Sharpe and the Replays had opgenomen in de late jaren 1970 en vroege jaren 1980. Het concert bracht bijna £ 2.000 op, die Sharpe schonk aan de fondsen van het Queen Alexandra Hospital. Het nieuws van het concert bereikte ook mensen die Chiswick Records runden (de platenmaatschappij waarmee Sharpe and the Replays hun vroege hits hadden) en ze schonken nog eens £ 5.000 aan de QAHH-fondsen.

## Ziekte
Sharpe was laat jaren 1980 genoodzaakt om zich terug te trekken uit de muziekbusiness na de diagnose multiple sclerose. Sharpe overleed in december 2019 op 67-jarige leeftijd aan deze ziekte.

## Discografie

### Singles
- 1979: Rama Lama Ding Dong (Chiswick Records)
- 1979: Imagination (Chiswick Records)
- 1979: Love Will Make You Fail in School (Chiswick Records)
- 1979: Never (Chiswick Records) (The Earls cover)
- 1979: I Knew from the Start
- 1980: Martian Hop (Chiswick Records) (The Ran-Dells cover)
- 1980: You're the One
- 1980: A Teenager in Love (Chiswick Records)
- 1980: Heartaches (alleen Spanje) (The Marcels cover)
- 1981: Never Be Anyone Else But You
- 1981: Come on Let's Go (Ritchie Valens cover)
- 1981: Get a Job (alleen Spanje)
- 1982: Shout! Shout! (Knock Yourself Out) (Chiswick Records)
- 1982: Clap Your Hands (Rak Records) (The Beau Marks cover)
- 1982: Heart (Chiswick Records)
- 1983: If You Wanna Be Happy (Polydor)
- 1983: Stop! Please Stop! (Polydor)
- 1984: La Bamba (Chiswick Records)

### Albums
- 1979: Rama Lama (Chiswick Records)
- 1980: Rock-It to Mars (Chiswick Records)
- 1981: Let's Go (Chiswick Records) (heruitgebracht als Shout! Shout!)
- 1981: Come On Let's Go (Chiswick Records, Nederland, Zuid-Afrika)
- 1983: Stop! Please Stop! (Polydor)

### Compilaties
- ????: The Fabulous Rocky Sharpe and the Replays (12 tracks)
- 1999: Looking for an Echo - The Best of Rocky Sharpe and the Replays (27 tracks, 1999)

### Rocky Sharpe & the Razors
- 1976: Drip Drop / What's Your Name / So Hard To Laugh (So Easy To Cry) / That's My Desire (ep, Chiswick Records)
- 1976: Drip Drop / What's Your Name (single, Chiswick Records)
- 1993: So Hard to Laugh (compilatie, 14 tracks) (Chiswick Records)